# Samuel Brothag
Samuel Brothag, auch Samuel Prothagius (* um 1524 in Göppingen; † 12. Juni 1587 in Jena) war ein deutscher Rechtswissenschaftler.

## Leben
Samuel war der Sohn des Reformationstheologen Michael Brothag (* um 1500 in Göppingen; † 1559 Göppingen). Am 30. April 1543 immatrikulierte er sich an der Universität Tübingen. Im September 1544 erwarb er sich das Baccalauraat und im Juni 1547 den Magistergrad der Philosophie. Danach absolvierte er juristische Studien und promovierte im Mai 1554 zum Doktor der Rechte. 1556 wurde er Advokat am Reichskammergericht in Speyer und 1572 wurde er Professor der Rechte an der Universität Jena, sowie fürstlich sächsischer Rat. Als Hochschullehrer der Salana beteiligte er sich auch an den organisatorischen Aufgaben. So war er einige Male Dekan der juristischen Fakultät und in den Sommersemestern 1573, 1586, sowie im Wintersemester 1577 Rektor der Alma Mater. Er brach sich beim Tanzen ein Bein, welches amputiert werden musste. An den Folgen der Amputation verstarb er.